# مديرية تمويه قيادة الشرق الأوسط
 نظمت مديرية تمويه قيادة الشرق الأوسط البريطانية (المعروفة أيضًا باسم وحدة التمويه أو فرع التمويه) عمليات خداع كبرى لقيادة الشرق الأوسط في حملة الصحراء الغربية للحرب العالمية الثانية. قدمت عمليات التمويه أثناء حصار طبرق؛ إنشاء سكة حديد وهمية في المشيفة، والأهم من ذلك كله، عملية بيرترام الخداعية العسكرية في معركة العلمين الحاسمة في أكتوبر عام 1942. أشاد ونستون تشرشل علنًا بعملية الخداع الناجحة هذه.
ساهمت هذه العمليات في تحقيق النصر بتحويل تركيز العدو من أهداف حقيقية إلى أهداف وهمية، بالتالي إهدار ذخيرة العدو والحفاظ على الموارد الحيوية مثل مصنع تحلية المياه الوحيد في مدينة طبرق، وخداع العدو بما يخص قوة الحلفاء ونواياهم. قد تكون عملية بيرترام أيضًا آخر عملية خداع مادي عسكري، بما أن عمليات الخداع الكبرى اللاحقة، كالتي حصلت في يوم إنزال النورماندي، تضمنت إجراءات إلكترونية.
ترأس هذه الوحدة المخرج السينمائي جيفري باركاس، مع فريق من الفنانين المحترفين الذين تعينوا كضباط تمويه أو «متخفين». ضم الفريق الفنان ستيفن سايكس، أول ضابط أركان عسكري في التمويه في الجيش البريطاني.

## تجنيد القائد
شارك قائد الوحدة، جيفري باركاس (1896-1979)، في حملة جاليبولي في عام 1915 وفي الجزء الأخير من معركة السوم في فرنسا، إذ حصل على وسام الصليب السكري. في الفترة ما بين الحربين، كان باركاس منتج أفلام، وعمل ككاتب ومنتج ومخرج. في عام 1937،  انضم باركاس إلى شركة شيل-ميكس/بي بّي تحت قيادة مدير الدعاية جاك بيدينغتون، الذي وجه باركاس نحو عمليات التمويه العسكري. في مايو 1940، جنده فريدي شقيق بيدينغتون ضمن المهندسين الملكيين خلال فترة قصيرة، تلقى دورة تدريبية موجزة لمدة عشرة أيام، تلتها دورة في عمليات التمويه. طور أساليب تفكيره في أيرلندا الشمالية في عام 1940، عمل كمدرس وقاد مظاهرات وكتب منشور تعليمي.

## التأسيس

### الإنشاء
في نهاية عام 1940، أُرسل باركاس وجماعته المتخفين إلى مصر، حيث وصل إلى سفينة نقل الجنود البريطانية أنديز في 1 يناير عام 1941. رتب رحلة لمشاهدة الصحراء وهو في الجو، ووضع نماذج أطلق عليها اسم «وادي» و«بولكا دوت» وكان يأمل باستخدامها للتمويه. من أجل التعرف على وحدته الطائرة، طبع كتيبًا أنيقًا على نحو غير اعتيادي سُمي «التخفي في الميدان» في القاهرة، والفكرة هي إنتاج شيء واضح وقابل للقراءة، وفوق كل شيء، مختلف بشكل واضح عن كافة كتب أدلة الجيش. تفاجأ بأن قيادة الشرق الأوسط التابعة للجيش البريطاني قد اعترفت بهذا الكتيب بشكل آني كشرط عمل رسمي، وأصبح عنصرًا أساسيًا لكل وحدة عسكرية. ترقى باركاس ليصبح مدير عمليات التمويه برتبة مقدم. في 19 سبتمبر عام 1941، أصبح ستيفن سايكس أول ضابط أركان عسكري في الجيش الثامن وفي الجيش البريطاني بأكمله،  وترقى إلى رتبة رائد. من بداية عام 1942، أصبح بيتر برود ضابط الأركان المسؤول عن عمليات التدريب والتطوير.

### مركز التمويه للتدريب والتطوير في الشرق الأوسط
أُنشئ مركز التمويه للتدريب والتطوير في الشرق الأوسط في حلوان (المعسكر إي) في نوفمبر عام 1941، باعتباره النظير المسرحي لمركز التمويه للتدريب والتطوير الأصلي الذي أنشئ في قلعة فارنهام. كان القائد ضابطًا عاديًا، هو جون شولتو دوغلاس المنحدر من عائلة اسكتلندية معروفة، مع عالم الأحياء الحيوانية البريطاني هيو كوت، الذي أصبح كابتن ورئيس للمدربين. أبقى التواصل المنتظم مع برود الموظفين على اطلاع بردود زملائهم في الجبهة الأمامية في الصحراء الغربية، وعن أي تطورات من المقر المركزي، مع تعديل تدريبهم ليجاري أحدث التغييرات. ضم المركز جناح تطوير، بقيادة نقيب من قوة الحدود الملكية الأفريقية الغربية، إيه. إي. أبوفولد، وضم أيضًا ورشة عمل وجناح للتجارب. أنتجت هذه الأقسام «مجموعة من الأفكار الجديدة لصنع المركبات والدبابات والطائرات الوهمية وجميع الأجزاء الأخرى التي تتضمنها أي معركة وشيكة». اختُبرت كل الأجهزة الجديدة بعناية من خلال المراقبة الجوية بالتعاون مع القوى الجوية الملكية.

## عمليات الخداع

### سكة حديد وهمية لعملية كروسيدر
كانت إحدى أولى عمليات التخفي هي سكة الحديد الوهمية في مشيفة. عُيّن باركاس ستيفن سايكس لبناء سكة وهمية لتحويل انتباه العدو عن السكة الحديدية الحقيقية في كابوزو التي تنقل المعدات لعملية كروسيدر. اشتملت عملية الخداع المعقدة هذه على سكة حديدية وهمية بطول ست أميال (9.7 كم)، وقطار وهمي، ومسار جانبي وهمي، ومجموعة من الدبابات الوهمية، وجميعها مصنوعة من حواجز جريد النخيل وغيرها من المواد البسيطة، لتبدو كما لو كانت تُنقل عن طريق السككة الحديدية. أُسقطت أكثر من مئة قنبلة على سكة مشيفه، ما أنقص عدد الهجمات على السكة الحقيقية في كابوزو لنحو النصف. وأشار باركاس إلى أن «الرجال المتخفين اعتُبروا من بين الكائنات القليلة العاقلة التي تتوق إلى القصف». نجحت الجهود الرائدة في غضون بضعة أسابيع، وسط نقص حاد في الرجال والمواد الخام. سجل الكاتب جوليان تريفيليان أن:
السكة الحديدية الوهمية تبدو مذهلة للغاية في ضوء المساء. لا يوجد رجل حي فيها. لكن الرجال الدمى يغرسون أيديهم في أحواض وهمية، والشاحنات الوهمية تفرغ الدبابات الوهمية، في حين ينفخ محرك وهمي دخانًا في أعين العدو. - جوليان تريفيليان

### التمويه والخداع في حصار طبرق
أثناء تراجع الجيش الثامن من جميع أنحاء ليبيا في عام 1941، وجد ضابط التمويه والمخرج السابق للفنون السينمائية بيتر برود ورقيب التمويه ويليام موراي ديكسون أنفسهم محاصرين في مدينة طبرق الساحلية. أنشأ برود بسرعة وحدة تمويه، وأحضر قسمًا من المهندسين الأستراليين، وقسمًا من فيلق الخدمة في الجيش الملكي، وجماعة من الرواد الهنود (العمال العسكريين). كانت المواد بمختلف أنواعها قليلة الوفرة في فترة الحصار. ارتجل برود واستخدم بقايا الخشب والمنسوجات لصنع شباك التمويه، ومواد غذائية أيضًا – صُنع طلاء التمويه عن طريق خلط الدقيق العفن مع صلصة ورشستر الفاسدة، ووصفه باركس بأنه «عجينة مقززة لكنها شديدة الالتصاق». جذب برود انتباه السائقين في الجيش من خلال عرضه بإخفاء مركباتهم أثناء انتظارهم، بواسطة لافتة مكتوب عليها «محطة خدمة التمويه». كان سبب هذا العرض المفاجئ في حد ذاته خداعًا، بهدف تشكيل آثار لعدد كبير من المركبات في منطقة بعيدة عن الأهداف الفعلية لإعطاء طائرات الاستطلاع التكتيكية للعدو الانطباع بأن المنشآت الوهمية، التي بناها برود أيضًا، تُزار بشكل مكثف. وضع برود مخططات تمويه أخرى لحماية ثلاث موارد حيوية في طبرق المحاصرة: الميناء؛ ساحة هبوط القوات الجوية الملكية، مع ثلاث طائرات هوريكان المقاتلة؛ ومصنع تحلية المياه في المدينة، المسؤول الرئيسي عن إمداد المدينة بمياه الشرب.

## نهاية الخداع المادي
يقول الكاتب والمخرج السينمائي ريك سترود إن عملية بيرترام للتمويه قد تكون آخر عملية خداع مادي عسكري، فجميع عمليات الخداع الرئيسية اللاحقة، بما في ذلك تلك الخاصة بعملية الحارس الشخصي التي هدفت لحماية عملية أوفرلورد في يوم إنزال النورماندي، شملت تدابير إلكترونية بشكل أساسي، على الرغم من أنها لم تخلُ من بعض اللمسات المادية، مثل العمل الذي قام به المهندس المعماري والمتخفي باسيل سبنس لإنشاء مخزن نفط وهمي للسفن في دوفر. منذ ذلك الحين، أدى ظهور أقمار الاستطلاع والمراقبة الإلكترونية المستمرة إلى زيادة صعوبة تنفيذ عمليات الخداع العسكرية.